# Stipe Žunić
Stipe Žunić (ur. 13 grudnia 1990 w Zadarze) – chorwacki lekkoatleta specjalizujący się w rzucie oszczepem oraz pchnięciu kulą.
Sportową karierę rozpoczynał od kick-boxingu.
W 2007 roku zajął siódmą lokatę w rywalizacji oszczepników na mistrzostwach świata juniorów młodszych. Rok później nie udało mu się awansować do finału juniorskich mistrzostw świata. Podczas juniorskiego czempionatu Starego Kontynentu w 2009 był dziewiąty.
W 2016 zajął 9. miejsce na mistrzostwach Europy w Amsterdamie oraz w swoim debiucie na igrzyskach olimpijskich w Rio de Janeiro uplasował się na 11. pozycji w finale konkursu pchnięcia kulą.
Piąty zawodnik halowych mistrzostw Europy w Belgradzie (2017). W tym samym roku sięgnął po brąz mistrzostw świata w Londynie.
Reprezentował Chorwację w zimowym pucharze Europy w rzutach lekkoatletycznych oraz w drużynowych mistrzostwach Europy.
Okazjonalnie startuje także w innych konkurencjach rzutowych. W pchnięciu kulą o wadze 5 kilogramów odpadł w eliminacjach mistrzostw świata juniorów młodszych w 2007, a w rzucie dyskiem był jedenasty na mistrzostwach Europy juniorów w 2009 roku.
Medalista mistrzostw kraju w różnych konkurencjach i kategoriach wiekowych oraz rekordzista Chorwacji juniorów w rzucie oszczepem (74,32 w 2009). W 2010 wygrał konkurs oszczepników podczas rozgrywanych w międzynarodowej obsadzie mistrzostw Słowenii.
Rekord życiowy w rzucie oszczepem: 77,89 (30 marca 2012, Austin); w pchnięciu kulą na stadionie – 21,48 (27 maja 2017, Slovenska Bistrica); w pchnięciu kulą w hali – 21,13 (6 lutego 2018, Düsseldorf). Rezultat w pchnięciu kulą z hali do lutego 2020 był rekordem Chorwacji.

## Osiągnięcia
| Rok  | Impreza                               | Miejsce        | Konkurencja    | Lokata            | Wynik |
| ---- | ------------------------------------- | -------------- | -------------- | ----------------- | ----- |
| 2007 | Mistrzostwa świata juniorów młodszych | Ostrawa        | rzut oszczepem | 7. miejsce        | 70,25 |
| 2007 | Olimpijski Festiwal Młodzieży Europy  | Belgrad        | rzut oszczepem | 3. miejsce        | 70,98 |
| 2008 | Mistrzostwa świata juniorów           | Bydgoszcz      | rzut oszczepem | el. – 18. miejsce | 62,44 |
| 2009 | Zimowy puchar Europy w rzutach        | Teneryfa       | rzut oszczepem | 9. miejsce        | 67,37 |
| 2009 | Mistrzostwa Europy juniorów           | Nowy Sad       | rzut oszczepem | 9. miejsce        | 69,20 |
| 2010 | Zimowy puchar Europy w rzutach        | Arles          | rzut oszczepem | 9. miejsce        | 69,57 |
| 2010 | II liga drużynowych mistrzostw Europy | Belgrad        | rzut oszczepem | 2. miejsce        | 72,59 |
| 2011 | I liga drużynowych mistrzostw Europy  | Izmir          | rzut oszczepem | 10. miejsce       | 70,24 |
| 2011 | Młodzieżowe mistrzostwa Europy        | Ostrawa        | rzut oszczepem | 11. miejsce       | 69,53 |
| 2016 | Mistrzostwa Europy                    | Amsterdam      | pchnięcie kulą | 9. miejsce        | 19,95 |
| 2016 | Igrzyska olimpijskie                  | Rio de Janeiro | pchnięcie kulą | 11. miejsce       | 20,04 |
| 2017 | Halowe mistrzostwa Europy             | Belgrad        | pchnięcie kulą | 5. miejsce        | 21,04 |
| 2017 | Mistrzostwa świata                    | Londyn         | pchnięcie kulą | 3. miejsce        | 21,46 |
| 2018 | Igrzyska śródziemnomorskie            | Tarragona      | pchnięcie kulą | 2. miejsce        | 20,21 |
| 2018 | Mistrzostwa Europy                    | Berlin         | pchnięcie kulą | 7. miejsce        | 20,73 |